# Ermelo (Holandia)
Ermelo – gmina w prowincji Geldria w Holandii. W 2014 roku populacja wyniosła 26 080 mieszkańców. Stolicą jest miejscowość o tej samej nazwie.
Przez gminę przechodzą autostrada A28, a także drogi prowincjonalne N302 oraz N303.

## Miejscowości

### Wioski

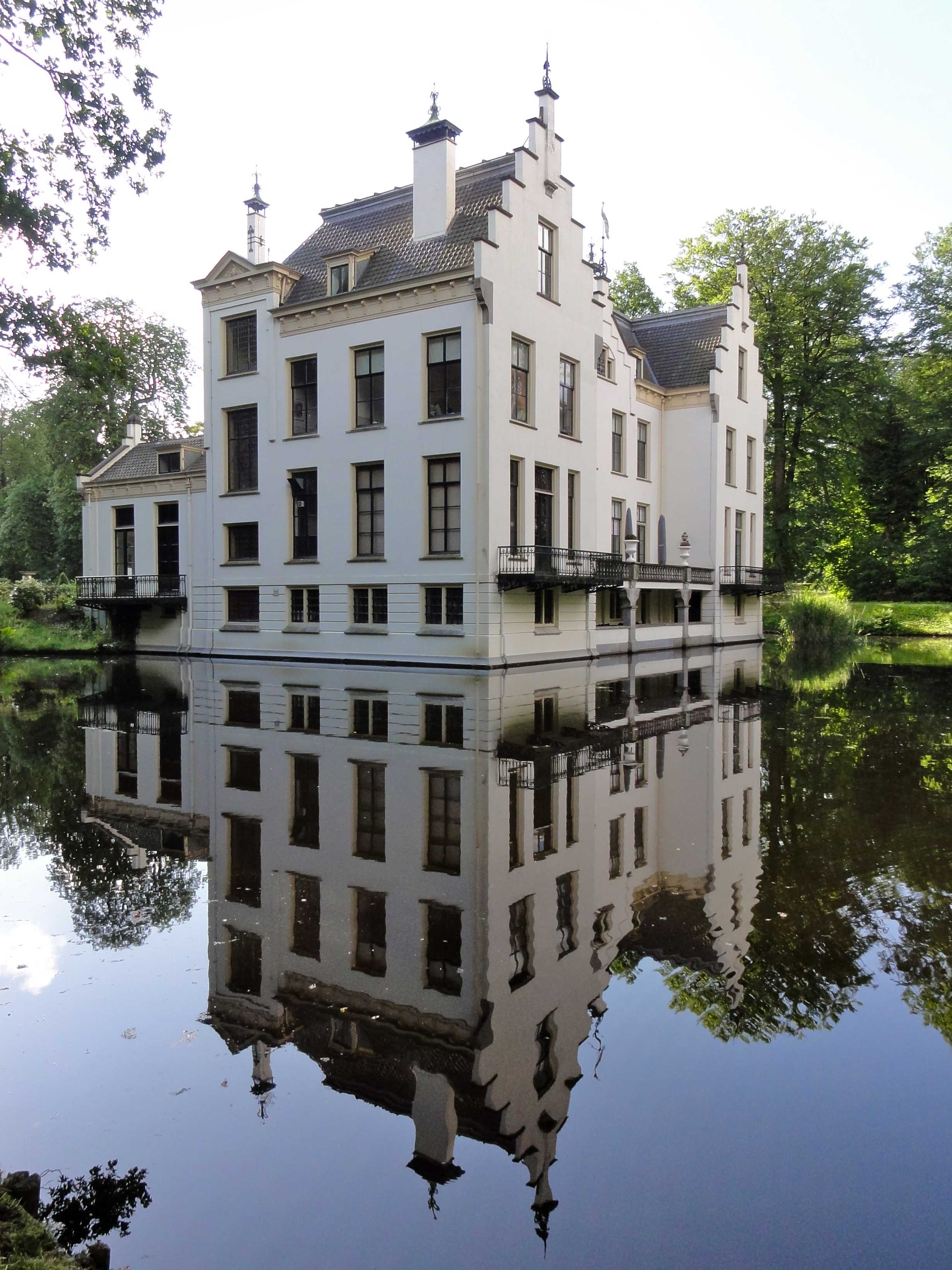
Zamek Stavarden

- Ermelo (25 380 mieszk.)
- Horst (570)
- Telgt (860)

### Przysiółki
- De Beek
- Drie
- Houtdorp
- Leuvenum
- Nieuw Groevenbeek
- Oud Groevenbeek
- Speuld
- Staverden
- Tonsel